# 단군
단군(檀君, 壇君) 또는 단군왕검(檀君王儉)은 한민족의 신화적인 시조이자 고조선의 창건자로 전해지는 전설적인 인물이다.
한민족의 역사에서 시조로 추앙받았으며 대종교 등의 종교에서는 신앙의 대상이기도 하다. 단군은 직책으로 보이며 왕검, 왕험(王險) 등으로도 알려져 있다. 한국의 역사서 중에 하나인 《삼국유사》, 《제왕운기》, 《세종실록》, 《동국통감 외기》 등에서 한민족의 시조로 전해지고 있으며, 오늘날 대한민국과 조선민주주의인민공화국에서도 그를 한민족의 조상으로 인정하며 역사서에도 등장하고 있다. 그와 별개로 오늘날 단군의 실존 여부에 대해 여러 논쟁이 있는데, 주류 학계에서는 단군을 신화상의 인물로 간주하거나 고조선의 통치자를 일컫는 역사적 칭호로 보고 있지만, 조선민주주의인민공화국과 기타 비주류 학계에서는 단군이 역사적으로 실존했던 인물로 보고 있다.

## 어원
일반적으로 ‘天’의 의미를 갖는 몽골어 ‘tenggri’나 ‘神’의 의미를 갖는 터키어 ‘tangri’, 무당을 뜻하는 ‘당골/당골레’ 등과 같은 어원을 갖는 말로 알려져 있다.
국어학자 이병선 교수는 '檀(밝달나무 단)'의 '밝달'을 '발+그+달'로 풀이하고 그 뜻은 '시조왕'이라는 견해를 제시하였다.
'발'의 경우 《삼국사기》지리지의 "壁谿郡, 夲 百濟伯伊一作海.郡, 景徳王攺名. 今長溪縣. 領縣二."로부터 '壁', '伯', '長'의 대응이 확인되는데 '伯'과 '長'는 '첫째'를 뜻하는 훈차표기이며 '壁'는 중세어 'ᄇᆞᄅᆞᆷ'에서 'ㅁ'이 생기기 전 고대어 'ᄇᆞᄅᆞ'의 음차로 추정하였다. 이로부터 '발'은 고대어 'ᄇᆞᄅᆞ(첫째)'라는 해석을 제시하였다.
'그'는 '느그 어매(너의 엄마)'에서 보이듯이 '의'와 같은 단어로 보았다.
'달'은 고대 한국어로 존칭을 뜻하는 '도리·돌(公)'로 해석하였는데, 신라 소벌도리(蘇伐公) 등에서 확인된다.
즉 '밝달'은 'ᄇᆞᄅᆞ(첫째)' + '그(의)' + '도리(존칭)'으로 '시조왕'이라는 견해이다.
이는 신라의 시조왕 '발거누리(박혁거세)'와도 비슷한 의미라는 주장이다. 그러나 '박혁거세'는 '밝게 세상을 비추다'라는 뜻이라는 것이 통설이다.
검(險)은 고대한국어로 신(神), 임금(君) 등을 뜻하는 단어로 보았다.

## 생애
환웅과 웅녀의 맏이로 태어났다. 단군의 생애에 대한 기록은 《삼국유사》, 《제왕운기》, 《세종실록》, 《동국통감 외기》 등에 간략하게 기록되어 있다. 일반적으로 기원전 2333년경에 아사달(阿斯達) 또는 평양에 도읍을 두고 조선을 건국하여 1000여 년 동안 다스렸다고 전해지며, 단군의 뒤를 이어 기자가 조선을 다스렸다고 한다. 단군은 고조선의 왕위에서 물러난 이후 아사달의 산신이 되었다고 한다. 1000여 년 동안 고조선을 다스렸다고 하는 기록은 현실성이 없기 때문에 조선시대부터 이미 단군은 한 사람을 의미하는 것이 아니라 고조선의 누대에 걸친 국왕을 가리키는 것이라고 해석하였다.
《고려사》와 《세종실록 지리지》, 《응제시주》, 《신증동국여지승람》에서는 단군이 세 아들을 시켜 삼랑성(三朗城)을 쌓고 태자 부루(夫婁)를 파견해 하나라 우임금의 도산회맹(塗山會盟)에 참석시켰다고 한다.

### 문헌 기록
단군에 대한 기록이 있는 문헌으로는 고려 때의 기록인 《삼국유사》와  《제왕운기》가 있다. 그 이전 기록에는 단군에 대한 언급이 보이지 않는다.  《삼국사기》에서는 단군이란 글자는 없지만 “선인 왕검”이란 글자가 보인다.
단군의 출생과 생애에 대해 《삼국유사》는 환웅이 웅녀와 결혼하여 낳은 아들이 단군 왕검이라고 기록한다. 그는 평양성에 도읍을 정하고 조선이라 하였다.  그는 다시 도읍을 백악산 아사달로 옮겼다. 그는 여기서 1천5백 년 동안 나라를 다스렸다. 기원전 1122년(주 무왕 13년, 기묘년)에 무왕이 기자(箕子)를 조선에 봉(封)하니, 단군은 이에 장당경(藏唐京)으로 옮겨갔다가, 후에 돌아와 아사달에 숨어서 산신(山神)이 되었는데, 이때 나이가 1908세였다. 한편, 《제왕운기》는 약간 다른 기록을 전하고 있다. 《제왕운기》는 《본기(本記)》를 인용하여 하늘에서 내려온 환웅의 손녀와 신단수(神檀樹)의 신이 결혼하여 단군을 낳았다고 한다. 단군은 고조선을 건국하고 1028년 또는 1038년 또는 1048년 동안 다스리다가 아사달의 산신이 되었다고 한다. 《제왕운기》의 단군은 ‘박달나무 단(檀)’으로 표기되어 있다.
한편, 왕검(王儉)이란 글자가 최초로 등장하는 기록은 《삼국사기》의 고구려 동천왕 21년(247년)조이다. 동천왕이 평양으로 천도하였을 때의 기록에 세주로 ‘평양은 본래 선인(仙人) 왕검이 살던 곳(원문, 平壤者本仙人王儉之宅也 或云王之都王險)’으로 등장한다. 인명(人名)으로 왕검이 등장하는 것은 이 기록이 최초이다. 인명이 아닌 경우 위만이 도읍하였던 고조선의 수도에 왕검 또는 왕험(王險)이 나타나기도 한다. 《삼국사기》에는 선인 왕검에 대한 기록과 함께 선인 왕검이 왕이 되어 도읍한 곳이 왕험이라 기록하고 있기도 하다.
그 외에 《규원사화》, 《단기고사》, 《환단고기》 등 근대에 이르러 등장한 단군에 대한 상세한 기록이 있으나, 이들 기록은 학계에서 위서로 판단하여 인정되지 않고 있다. 일부 재야사학자들만이 이러한 기록이 위서가 아닌 진실이라 주장하고 있다.

## 단군에 대한 인식
단군은 고려 말, 대몽항쟁 시기에 주목받기 시작하여 조선 시대부터 본격적으로 국조(國祖)로 추앙되었다. 세종 때에는 평양에 단군과 동명왕을 모신 사당을 지어 국가적으로 제사를 올렸으며 환인, 환웅, 단군의 신주를 모신 삼성당(三聖堂) 또는 삼성사가 황해도 문화현 구월산에 만들어지기도 했다.
구한말에는 외세의 각축에 대항하는 한민족의 구심점으로 대폭 강조되어 단군교(檀君敎)와 같은 종교로까지 발전하기도 하였다. 이렇게 민족주의의 구심점으로 부각된 단군은 일제강점기 동안 독립운동의 정신적 토대로 큰 역할을 하였다. 또한 대종교 및 독립운동 세력에 의해 단군 시대의 역사를 민족주의적 관점에서 부풀린 《대동사강》, 《규원사화》 등의 위서들이 편찬되기도 했다. 한편으로는 일제 혹은 친일파들이 단군을 종교적·학문적으로 이용하여 민심을 무마하려 하거나 일선동조론 등의 황국신민화 정책에 악용하기도 하였다.
광복 이후 남한의 단군에 대한 연구는 고조선 사회에서 가지는 역사적 의미에 중점을 두었다. 단군왕검은 고조선 사회의 제주이자 군장으로, 단군은 대제사장적인 성격을 많이 담고 있으며 왕검은 국가를 통치하는 대군주의 의미를 띠고 있다고 해석한다. 즉 제정일치의 지도자이다. 방언의 분포와 비교언어학적으로 살펴볼 때에도 제사장과 정치적 지도자를 함께 이르는 것으로 파악하고 있다. 최남선은 무당이 ‘단골’로 불리는 것을 주목하여 단군을 제사장의 의미로 해석하였으며, 단(檀)을 제터(壇)의 다른 표현이라 하여 단군을 ‘壇君(단군)’으로 표기할 것을 주장하기도 하였다. 최남선의 지적에 대해 무녀를 당골네라고 부르는 것은 무녀가 서낭당이 있는 고을에 산다고 하여 ‘당골네’로 부르는 것일 뿐, 단군과는 관련이 없다는 지적이 있다.
북한에서는 광복 이후 단군 및 단군신화를 고조선에서 정치권력이 성립하는 과정을 정당화하기 위해 꾸며진 건국신화로 보는 것이 기존의 입장이었다. 그러나 1994년에 단군릉을 발굴할 무렵부터 입장을 바꾸어 단군 신화는 역사적 사실을 반영하고 있고 단군이 실존인물이라고 주장하였다. 또한 단군은 한민족이 세운 국가인 고조선의 최초의 왕으로서 출생·건국·무덤이 모두 평양에 있다고 주장한다. 평양시 근처에는 북한이 발굴하여 재건한 단군릉이 있으나, 그 사실 여부에 대해서 남한 학계는 비판적인 입장이다. 특히 1990년대 이후 갑작스러운 입장 변화에 대하여 남한의 역사학계는 주체사상이 북한의 역사관으로 강조되게 된 정치적 요인에 의한 것이라고 보고 있다.

### 세간의 인식
1980년대 이후 《환단고기》와 같은 위서가 유행하면서 세간에는 단군의 역대 왕계보가 퍼지기도 하였다. 한편 2007년에 청동기 시대의 연대를 기존보다 더 오랜 것으로 파악할 수 있는 고고학 발굴 결과에 발맞추어 국사교과서의 고조선 관련 부분의 서술에서 고조선의 편년을 조금 더 확정적으로 서술하는 형태로 지침이 변경되었다. 그러나 언론에서는 이를 “단군·고조선을 신화에서 역사로 수정”한다는 자극적인 보도를 하여 세간의 오해를 불러일으켰다. 역사학계와 국사편찬위원회는 이러한 언론의 보도가 사실이 아니라는 우려를 표명하기도 하였다.

## 종교 속의 단군
단군은 조선시대부터 환인, 환웅과 함께 국조로 민간에서 숭상되었으며 국가적으로도 사당을 지어 제사하였다. 특히 황해도 지역에서 단군 관련 신앙이 활발하게 전개되었던 것으로 보인다. 구한말 외세의 침탈이 격화되면서 단군에 대한 숭상은 점차 강화되어 환인, 환웅, 단군을 신앙의 대상으로 삼는 대종교로 발전하기도 하였다. 그 외에도 단군을 신앙하는 여러 소수 종교가 나타나기도 한다.

### 무속
무속에서는 단군을 옥황천존, 삼신제석 등의 천신과 함께 모신다.

## 사료 속의 단군

### 위서
《삼국유사》에서 인용된 《위서》(魏書)에는 단군왕검이 아사달에 개국한 국가로 기록되어 있다. 그러나 실제 《위서》(魏書)에는 관련 기록이 없다.

### 고기
《고기(古記)》는 현재 전해지지 않으며, 《삼국유사》에서 인용되었다. 
당고 즉위 50년에 단군이 평양성을 수도로 삼고 고조선을 세운 뒤 아사달로 도읍을 옮기고 1500년간 다스렸다.

### 단군고기
《단군고기(檀君古記)》는 현재 전해지지 않으며, 《세종실록》〈지리지〉에서 인용되었다. 
고조선의 임금은 단군(檀君), 부루(夫婁), 금와(金蛙)의 3대만 기록되어 있다.

### 부도지
고조선의 임금은 임검씨(壬儉氏), 부루씨(夫婁氏), 읍루씨(浥婁氏)의 3대만 기록되어 있다.

## 위서 속의 단군
역사학계에서 위서로 판단하고 있는 《규원사화》, 《단기고사》, 《환단고기》 등의 기록에는 고조선을 지배하였던 역대 단군 47대의 역년과 상세한 치세 내용이 기록되어 있다. 이들 사서는 47대의 단군 인명은 거의 모두 일치하지만 역년과 상세한 치세 내용은 큰 차이를 보인다. 특히 세상에 공개된 연도가 가장 늦은 《환단고기》에는 《규원사화》와 《단기고사》에 각각 등장하는 치세 내용이 함께 기록되어 있어 두 책을 베꼈을 가능성이 높다.
공통된 47대 단군의 왕호는 다음과 같다.
| 대수 | 한자   | 이름          | 대수 | 한자   | 이름      |
| ---- | ------ | ------------- | ---- | ------ | --------- |
| 1    | 王儉   | 왕검          | 25   | 率那   | 솔나      |
| 2    | 夫婁   | 부루          | 26   | 鄒盧   | 추로      |
| 3    | 嘉勒   | 가륵          | 27   | 豆密   | 두밀      |
| 4    | 烏斯   | 오사/오사구   | 28   | 奚牟   | 해모      |
| 5    | 丘乙   | 구을          | 29   | 摩休   | 마휴      |
| 6    | 達文   | 달문          | 30   | 奈休   | 나휴      |
| 7    | 翰栗   | 한율          | 31   | 登兀   | 등올      |
| 8    | 于西翰 | 우서한/오사함 | 32   | 鄒密   | 추밀      |
| 9    | 阿述   | 아술          | 33   | 甘勿   | 감물      |
| 10   | 魯乙   | 노을          | 34   | 奧婁門 | 오루문    |
| 11   | 道奚   | 도해          | 35   | 沙伐   | 사벌      |
| 12   | 阿漢   | 아한          | 36   | 買勒   | 매륵      |
| 13   | 屹達   | 흘달          | 37   | 麻勿   | 마물      |
| 14   | 古弗   | 고불          | 38   | 多勿   | 다물      |
| 15   | 伐音   | 벌음/후흘달   | 39   | 豆忽   | 두홀      |
| 16   | 尉那   | 위나          | 40   | 達音   | 달음      |
| 17   | 余乙   | 여을          | 41   | 音次   | 음차      |
| 18   | 冬奄   | 동엄          | 42   | 乙于支 | 을우지    |
| 19   | 緱牟蘇 | 구모소/종년   | 43   | 勿理   | 물리      |
| 20   | 固忽   | 고홀          | 44   | 丘忽   | 구홀/구물 |
| 21   | 蘇台   | 소태          | 45   | 余婁   | 여루      |
| 22   | 索弗婁 | 색불루        | 46   | 普乙   | 보을      |
| 23   | 阿勿   | 아물          | 47   | 古列加 | 고열가    |
| 24   | 延那   | 연나          |      |        |           |

### 조선상고사
기원전 2333년부터 기원전 1285년까지 1048년간 지속되었다.

### 규원사화
기원전 2333년부터 기원전 1128년까지 1205년간 지속되었으며 이후는 기자조선으로 이어진다.

### 단기고사
기원전 2512년부터 기원전 416년까지 2096년간 지속되었다.

### 환단고기
기원전 2333년부터 기원전 238년까지 2096년간 지속되었다.

### 내용부
1. ↑  조상신을 모시는 항아리를 '부루'단지라고 한다. 또한 단군의 아들과 해모수의 아들의 이름도 모두 '부루'이다.

### 인용부
1. 1 2  “단군 (檀君)”. 《한국민족문화대백과사전》. 한국학중앙연구원. 2024년 1월 1일에 확인함.
2. 1 2  단군, 《브리태니커 백과》
3. ↑  박광수 (2009). “대종교의 단군신화 수용과 제천의례의 체계 연구”. 《종교교육학연구》 (한국종교교육학회) 29: 33–60. 2022년 8월 15일에 원본 문서에서 보존된 문서. 2024년 1월 9일에 확인함. UCI G704-000911.2009.29..007
4. ↑  김양진,《초기 한민족 형성기의 차자 표기 자료를 통해 살펴본 한민족어》, 민족어문학회, 2010.
5. ↑  이병선,《한국고대국명지명의 어원 연구》, 이회문화사, 2012, 37~42쪽.
6. ↑  권근 등 (1402). 《동국사략》. 나라 사람들이 임금으로 세웠다.(당요 25년 무진년) (國人立爲君(唐堯二十五年戊辰)
7. ↑  서력으로 계산하는 과정에 대해서는 단군기원을 참조.
8. ↑  《동국통감》 〈외기(外紀)〉, 1485년.
9. ↑  일연 (1281) 古朝鮮 조(條) 제14~20문 “환웅은 이에 잠시 사람으로 변하여 결혼하였더니,  웅녀는 임신하여 아들을 낳았다. 이가 곧 단군 왕검(壇君 王倹)이다.  그는 [...]  평양성(平壤城) 지금의 서경(西亰)이다.에 도읍을 정하고 비로소 국호를 조선이라 불렀다. 다시 도읍을 백악산 아사달(白岳山阿斯逹)로 옮겼다.  그 곳을 궁홀산(弓忽山), 혹은 방홀산(方忽山) 또는 금미달(今彌達)이라 불렀다. 그는 여기서 1천5백 년 동안 나라를 다스렸다. 주나라 무왕(武王)이 왕위에 오른 기묘년에 무왕이 기자(箕子)를 조선에 봉(封)하니, 단군은 이에 장당경(藏唐京)으로 옮겨갔다가, 후에 돌아와 아사달에 숨어서 산신(山神)이 되었는데, 이때 나이가 1908세였다.”
10. ↑  《본기》의 인용은 1028년으로 되어 있으며, 《제왕운기》의 본문에는 1038년이라 표기되어 있다. 그러나 본문에 나타난 연도를 통해 계산을 해 보면 1048년이 실제 재위 연도이다.
11. ↑  정인보 논설위원 (1935년 1월 20일). “五千年間朝鮮(오천년간조선)의 얼, 始祖檀君(시조단군)”. 동아일보. 2012년 7월 17일에 확인함.
12. ↑  한창건 (2013.04.20). 《한국고대사발굴, 마한월지국사》. 홍익출판기획. ISBN 9788994841021.
13. ↑  우실하 (2007.04.09). 《동북공정 너머 요하문명론》. 소나무. ISBN 9788971393321.
14. ↑  한국정신문화연구원 편집부 (1996.12.20). 《한국상고사의 제문제》. 한국정신문화연구원.
15. ↑  삿사 미츠아키, 〈한말·일제시대 단군신앙운동의 전개 : 대종교·단군교의 활동을 중심으로〉, 서울대학교 대학원, 2003
16. ↑  이병도, 《한국사대관》, 1983년, 20쪽.
17. ↑  이병도, 〈고조선 연구〉, 1975년.
18. ↑  정호완, 〈단군왕검의 형태론적 풀이〉, 《한글》 제219호, 한글학회, 1993년 3월, 5쪽 ~ 32쪽.
19. ↑  단군학회 엮음, 《단군과 고조선 연구》, 지식산업사, 2005년, 409쪽.
20. ↑  리지린, 《고조선연구》, 사회과학출판사, 1963년
21. ↑  장우진, 〈대동강 유역은 인류의 발상지이며 조선사람의 발원지〉, 《조선고고연구》 1호, 1999년
22. ↑  이기동, 〈북한에서의 단군연구와 그 숭앙운동〉, 《한국사 시민강좌》27집, 2000년
23. ↑  고조선 역사 편입과 청동기 기원 경향신문 기사
24. ↑  “삼국유사 키워드사전:위서”. 2021년 11월 8일에 원본 문서에서 보존된 문서. 2021년 11월 8일에 확인함.
25. ↑  단군(檀君)은 왜 중국 사서에 기록이 없을까

## 참고 문헌
- 일연 (1281). 〈권제1〉. 《삼국유사》.
- 이승휴, 《제왕운기》
- 《세종실록 지리지》
- 북애자, 《규원사화》, 고동영 번역, 한뿌리, 2005년
- 이유립, 《환단고기》, 광오이해사, 1979년
- 박금, 《부도지》, 김은수 번역, 주해, 한문화, 2002년
- 《단기고사》, 한뿌리, 1986년

## 같이 보기
- 단군릉 - 조선민주주의인민공화국의 국보 제174호
- 곡성 단군전 - 대한민국 등록문화재  제228호
- 부여천진전단군화상 - 충청남도 문화재자료  제369호
- 단군정신선양회 - 문화체육관광부 소관 사단법인
- 대종교